# 朝日神社 (川口市)
朝日神社（あさひじんじゃ）は、埼玉県川口市の北西部にある神社。

## 歴史
1396年（応永2年）に「氷川社」として創建された。薬王寺が別当寺であった。
1722年（享保7年）に神祇管領長上吉田家より正一位に叙せられ、本地仏として十一面観音が安置された。
明治初期の神仏分離により、薬王寺は別当寺の任が解かれた。1897年（明治30年）に本地仏だった十一面観音が薬王寺に移された。
1873年（明治6年）、近代社格制度に基づく「村社」に列せられ、明治末期の神社合祀により、周辺の神社が合祀され、1913年（大正2年）に「朝日神社」に改称された。合祀した日が10月10日だったことから「十月十日」を組み合わせて「朝」とし、朝日のごとく隆盛することを祈願したのが名称の由来である。

## 交通アクセス
- 東浦和駅より徒歩27分。